# Kronologija Domovinskog rata: listopad 1993.

### 1. listopada
- Hrvatska neće odustati od postojećeg nacrta Rezolucije o produženju mandata UNPROFOR-a, koji podržava 14 članica Vijeća sigurnosti, unatoč protivljenja Rusije, koja se protivi formulaciji kojom se imenuje Srbiju kao izvor sukoba, izjavio hrvatski ambasador u UN dr. Mario Nobilo.[1]
- Mi, žene, djeca, roditelji i braća već treću godinu uzalud tragamo za 12.751 nestalom osobom, moleći Međunarodni Crveni križ, UNPROFOR, međunarodne organizacije za zločine da nam pomognu. Ovakav UNPROFOR nije nam potreban, stoji u Deklaraciji hrvatskih žrtava rata upućenoj iz Zagreba javnosti.[1]

### 2. listopada
- Hrvatska je pristala na još jedno tehničko, kratkotrajno produženje mandata UNPROFOR-a, s iskrenom nadom da će Vijeće sigurnosti prihvatiti nacrt rezolucije u predloženom obliku, tim više što je naznačilo da više neće biti rasprave o sadržaju rezolucije, stoji u priopćenju sa sjednice Vijeća obrane i nacionalne sigurnosti u Zagrebu.[1]
- Svjetska organizacija poručuje Srbima u okupiranim područjima, a i u Beogradu, da mirno napuste ta područja, a nama jamči da imamo pravo da ih vratimo na miran način, a ako bude trebalo i svim sredstvima, pa i oružjem, rekao dr. Tuđman otvarajući novu stazu zračne luke Osijek.[1]
- Nizozemski pravnik dr. Frits Kalshofen otkazao glavnom tajniku UN dužnost predsjednika Komisiji UN za ratne zločine u bivšoj Jugoslaviji, zbog sabotiranja Tajništva UN, nekih članica Vijeća sigurnosti, i međusobnih sukoba u komisiji, javljaju nizozemska sredstva priopćavanja.[1]

### 3. listopada
- Izaslanstvo HVO-a i muslimanske vojske potpisala u Međugorju, u nazočnosti visokih dužnosnika UNPROFOR-a, Memorandum o prekidu vatre i zaštiti civilnog pučanstva u Mostaru i drugim područjima Herceg-Bosne, javlja HABENA.[1]
- HVO i brigada Kralj Tvrtko iz Sarajeva samostalni su politički i vojni subjekti hrvatskog naroda u Sarajevu i ultimatum 1. korpusa muslimanske vojske, da mu prepuste svoje položaje, flagrantna je povreda autonomnog prava na obranu Hrvata u Sarajevu s nesagledivim posljedicama, stoji u pismu predsjednika HR Herceg-Bosna mr. Mate Bobana zapovjedniku UNPROFOR-a generalu Briquemontu.[1]
- Ako Hrvatska krene u oslobađanje okupiranih teritorija proglasit ćemo opću mobilizaciju i krenuti u obranu republike srpske krajine, točnije u napad na Hrvatsku, izjavio na Palama vođa bosanskih Srba Radovan Karadžić.[1]

### 4. listopada
- Vijeće sigurnosti UN usvojilo Rezoluciju br. 871, kojom su prihvaćeni uglavnom svi hrvatski zahtjevi u svezi mandata UNPROFOR-a, kojem je produžen mandat u Hrvatskoj za 6 mjeseci.[1]
- Predsjednik BiH Alija Izetbegović, posredstvom zapovjedništva francuskog bataljuna UNPROFOR-a u Velikoj Kladuši, proslijedio ultimatum Frikretu Abdiću da se poništi odluka o osnivanju Autonomne Pokrajine Zapadna Bosna.[1]
- Izvršni odbor Muslimanske demokratske stranke izdao u Mostaru priopćenje za javnost da odlučno podupire proglašenje AP Zapadna Bosna, smatrajući taj čin izrazom demokratske volje golemog dijela Muslimana s tih prostora.[1]
- Predsjednik HR Herceg-Bosne Mate Boban uputio pismo zapovjedniku UNPROFOR-a u BiH Francisu Briquemontu, u kojem zahtijeva da UNPROFOR zaštiti integritet HVO-a i hrvatskog pučanstva sukladno svom mandatu.[1]
- U Moskvi ruski predsjednik Jeljcin slomio pobunu parlamenta.[1]
- Na Vrdima, padinama Čabulje iznad Mostara, pripadnici HVO iznijeli tešku obrambenu bitku protiv Armije BiH koja je izvodila zloglasnu operaciju Neretva 93. Tog i sljedećeg dana vodila se odlučujuća bitka između Armije BiH potpomognute ratnicima s Bliskog Istoka i HVO-a. ABiH zaustavljena je na crti Hrvatskog vijeća obrane u zoni odgovornosti grudske brigade Viteza Ranka Bobana.Marta G.: Obilježena 26. obljetnica stradanja hrvatskih vitezova na Vrdima iznad Mostara  Kamenjar.com. 7. listopada 2019. Pristupljeno 24. listopada 2019.[1]

### 5. listopada
- Predsjednik Republike Hrvatske dr. Franjo Tuđman ocijenio najnoviju Rezoluciju Vijeća sigurnosti 871 kao afirmaciju hrvatske politike koja je išla za tim da se problemi riješe na miran način.[1]
- Predstavnici članica Vijeća sigurnosti - SAD, Rusije, Britanije i Francuske - izjavili u New Yorku da Rezolucija 871 upućuje na teritorijalni integritet Hrvatske uz zaštitu legitimnih prava manjina, te na jasnu poruku Beogradu da se prestane miješati u unutarnje stvari Hrvatske.[1]
- Hrvati su imali 11 posto od svih poginulih žrtava u Sarajevu što je znatno više od njihova udjela u pučanstvu- samo HVO ima 80 poginulih i 236 ranjenih, izjavio Slavko Zelić, predsjednik HVO-a Sarajeva.[1]
- Najnoviji rezultati prvog tjedna temeljitog popisa izbjeglica u Sloveniji pokazuju da ova država, umjesto nešto više od 100.000 svojedobno prijavljenih, ugošćuje tek 29.000 izbjeglica.[1]
- U Predsjedničkim dvorima u Zagrebu dr. Tuđmanu vjerodajnice predali veleposlanici Španjolske, Kanade, Švicarske i Belgije.[1]

### 6. listopada
- Rezolucija 871 UN-a učvršćuje međunarodni položaj Hrvatske i važno je da je slika Hrvatske u međunarodnoj javnosti bitno poboljšana, izjavio ministar inozemnih poslova Hrvatske dr. Mate Granić po povratku iz New Yorka u Zagreb.[1]
- Komisija za izbjeglice UN u Ženevi objavila da se Hrvatska po broju primljenih izbjeglica nalazi na visokom sedmom mjestu u svijetu, dok predvode Iran i Pakistan.[1]
- Na Sajmu knjiga u Frankfurtu predstavljena na njemačkom jeziku knjiga dr. Franje Tuđmana Bespuća povijesne zbiljnosti.[1]

### 7. listopada
- Predsjednik dr. Tuđman iznio u Zagrebu hrvatske zahtjeve u svezi s Rezolucijom 871 dužnosnicima Konferencije o bivšoj Jugoslaviji i UNPROFOR-a.[1]
- Telekomunikacijske veze za područja pod kontrolom UNPROFOR-a ne mogu ići preko Beograda jer se tako legalizira srpska okupacija dijela teritorija Hrvatske, stoji u prosvjednom pismu hrvatskog veleposlanika pri UN dr. Maria Nobila predsjedniku Vijeća sigurnosti Ronaldu Motu Sardenbergu.[1]
- Vijeće obrane i nacionalne sigurnosti zaključilo u Zagrebu da se odmah zaduže sva državna tijela i lokalne razine u provedbu Rezolucije 871, a povjerenstvo za UNPROFOR razradit će konkretan i detaljan plan mjera.[1]
- Gorjela cijela bojišnica od Zadra do Šibenika, mnoštvom projektila napadnuti Zadar, Biograd, Sv. Filip Jakov, Turanj, Pakoštane, Vodice i Šibenik.[1]
- Predsjednik Predsjedništva BiH Alija Izetbegović izjavio u New Yorku da neće prihvatiti Ženevski mirovni plan ako njegovi zahtjevi ne budu prihvaćeni, čak i ako to znači produljenje rata tijekom zime.[1]

### 8. listopada
- Dva su osnovna problema u Hrvatskoj što se tiče ostvarenja ljudskih prava: jedna četvrtina zemlje je i dalje pod okupacijom, a Hrvatska je opterećena svim aspektima i posljedicama rata u BiH, rekao dr. Mate Granić na summitu Europskog vijeća u Beču.[1]
- Hrvatska većina u užem području grada Mostara nije sporna u posljednjih sto godina, stoji u pismu predsjednika HR Herceg-Bosne Mate Bobana glavnom tajniku Zapadnoeuropske unije Van Eekelenu.[1]
- Zagrebačko zapovjedništvo UNPROFOR-a objavilo osnivanje posebne komisije koja će istraživati navode o neprimjerenom ponašanju zaštitnih snaga, UNHCR i ostalih humanitarnih organizacija.[1]
- Zatražio sam pojačanje od 4 bataljuna (4.000 ljudi) za provedbu Rezolucije 871 - izjavio general Jean Cot, zapovjednik UNPROFOR-a.[1]
- Predsjednik BiH Alija Izetbegović izjavio talijanskom državnom radiju da pojedini vođe bosanskih Hrvata nastavljaju politiku etničkog čišćenja, ali da Hrvatska to nastoji zaustaviti.[1]

### 9. listopada
- Tražeći rješenja za BiH predložili smo da sve strane prihvate rješenje do kog bi došlo u okviru Ženevske konferencije, da se NATO angažira kao mirovna snaga, a razgraničenja povjere međunarodnoj komisiji, rekao predsjednik Tuđman po povratku u Zagreb sa summita u Beču.[1]
- Šefovi država ili vlada 32 zemlje, članice Vijeća Europe, prihvatili Deklaraciju o ljudskim pravima i pravima manjina na svom sastanku u Beču, te dogovorili uspostavljanje Stalnog suda za ljudska prava, umjesto postojećeg, koji se sastaje povremeno - javlja HINA.[1]
- Ured predsjednika Republike Herceg-Bosne iz Splita uputio svjetskoj javnosti apel za spas 80-ak ranjenih Hrvata koji se ne mogu izvući iz Sarajeva.[1]

### 10. listopada
- U strahu za gole živote Hrvati iz Zenice svu svoju imovinu prodaju u bescjenje i potplaćuju Muslimane da ih izvedu iz grada, te kroz planinska bespuća i minska polja stižu u Vareš skrhani nesrećom, izjavio predsjednik HVO Vareša Anto Pejčinović.[1]
- U incidentu na mostu preko Dunava kod Batine pripadnici srpskih dobrovoljačkih jedinica Željka Ražnatovića Arkana pretukli belgijske pripadnike UNPROFOR-a i trojicu lakše ozlijedili, izjavio u Zagrebu predstavnik UNPROFOR-a Kiran Singh.[1]
- U razgovoru za austrijsku agenciju APA, dr. Mate Granić izjavio u Beču da se stvaraju umjetne prepreke za prijam Hrvatske u Vijeće Europe, ali da vjeruje da će Hrvatska uskoro postati članicom.[1]

### 11. listopada
- Ako Srbi u Hrvatskoj i Beograd, koji iza njih stoji, ne pristanu na provedbu svih rezolucija, Vijeće sigurnosti donijet će odluku o peacemaking snagama, ili ćemo biti pred odlukom da mirovnim snagama otkažemo mandat - izjavio predsjednik Tuđman na konferenciji za novinare u Zagrebu.[2]
- Karlovačko Vojno odvjetništvo podiglo pred Vojnim sudom u Karlovcu optužnicu protiv desetorice pripadnika srpskih postrojba uhićenih u akciji Hrvatske vojske na području Divosela 10. rujna.[2]
- Muslimanske snage odbile mogućnost evakuiranja hrvatskih ranjenika iz Nove Bile, uvjetujući njihovo izmještanje novim evakuiranjem samo muslimanskih ranjenika, priopćio Odjel za ljudska prava i humanitarna pitanja HR Herceg-Bosne.[2]
- Armija BiH uskoro će osloboditi sve okupirane teritorije od Bihaća do Foče, a što se tiče Neuma i Mostara, to su povijesno uvijek bili muslimanski gradovi,naglasio Rasim Delić na zboru u Bihaću, javio Radio Cazin.[2]
- Londonski sud odlučio da se račun tzv. Narodne banke Jugoslavije, koji je u procesu raspada SFRJ prisvojila Srbija, ne može koristiti za plaćanje srbijanskih narudžbi u inozemstvu.[2]

### 12. listopada
- Skupina građana srpske nacionalnosti sa zbora u Karlovcu pozvala sve građane srpske nacionalnosti da utječu svojim obiteljskim i prijateljskim vezama na pobunjene Srbe u UNPA zonama da prihvate Republiku Hrvatsku kao svoju domovinu.[2]
- Svi ubijeni u akciji Hrvatske vojske na Divoselo, Čitluk i Počitelj bili su naoružani, nosili su uniforme i pružali aktivan otpor, stoji u pismu ministra Granića izvjestitelju UN za bivšu Jugoslaviju Tadeuszu Mazowieckom o ulasku hrvatskih snaga u Medak.[2]
- Međunarodni Crveni križ evidentirao je samo 850 Hrvata zatočenih u muslimanskim logorima, a podnesenim zahtjevom tražimo 3.575 vojnika, 11.323 civila, 2 fratra, 3 časne sestre i 26 članova čelništva HDZ-a i zapovjedništva HVO-a iz Konjica, rekao predsjednik Ureda za zamjenu zarobljenika HR Herceg-Bosne Berislav Pušić u Mostaru.[2]
- Bivši zapovjednik snaga UN u BiH francuski general Philippe Morillon zatražio, u svom predavanju u Londonu, da se BiH proglasi protektoratom UN, te da se nad njim uspostavi uprava Svjetske organizacije uz pomoć vojnih snaga UN.[2]

### 13. listopada
- Naglašavam svu spremnost Hrvatske da u sklopu svojih mogućnosti utječe na potpunu provedbu Deklaracije, koju su u Ženevi 14. rujna 1993. potpisali predsjednici dr. Tuđman i Izetbegović, kao i poštovanje Ženevskih konvencija te međunarodnog humanog prava, poručuje dr. Mate Granić u pismu ministru vanjskih poslova BiH dr. Harisu Silajdžiću.[2]
- U bolnici u Novoj Bili, u kojoj se nalazi 110 ranjenih Hrvata, stanje je kritično, a ne postoji mogućnost premještanja u neki opskrbljeniji bolnički centar, javlja Press-služba HVO iz Novog Travnika.[2]

### 16. listopada
- Na Općem saboru Hrvatske demokratske zajednice dr. Franjo Tuđman, velikom većinom glasova, ponovo izabran za predsjednika stranke, za glavnog tajnika izabran dr. Jure Radić, a za potpredsjednike Mate Granić, Franjo Gregurić, Marijan Šunjić, Gojko Šušak i Nikica Valentić.[2]
- Ovisit će više o vodstvu, nego o samom programu stranke, kako će nas primiti svjetska politika i oni čimbenici o kojima ovisi sudbina Hrvatske, istaknuo dr. Franjo Tuđman nakon ponovnog izbora za predsjednika HDZ, napominjući kako valja imati na umu da se Hrvatskoj s mnogih strana traži svaka greška.[2]
- Ne možemo se pomiriti ni s kakvim političkim rješenjem o budućnosti BiH, koje bi ozakonilo uništenje više od polovice članova i imovine Katoličke crkve i hrvatskog naroda u BiH, stoji u zajedničkoj izjavi katoličkih biskupa Hrvatske i BiH sa Sabora u Splitu.[2]
- U povodu izjave biskupskog vikara talijanskih oružanih snaga Angela Santarosse agenciji ANSA, koji je, uz ostalo, rekao da hrvatski katolički svijet ne želi mir, odnosno da ga želi tek kad nametne svoje nacionalističke uvjete..., kardinal Franjo Kuharić, na Saboru biskupa u Splitu, izjavio da je javnost zaprepaštena takvom optužbom i klevetom Crkve u Hrvata i hrvatskog naroda, te da će tražiti javnu ispriku ili da Santarossa svoje tvrdnje dokaže.[2]

### 17. listopada
- Iz muslimanskih logora odmah bi trebalo biti pušteno 314 Hrvata a iz hrvatskih 750 Muslimana, a predviđena je zamjena još 100 zatočenih Muslimanima i Hrvata, izjavili u Međugorju hrvatski ministar Granić i predsjednik vlade HR HB Jadranko Prlić, javlja HABENA.[2]
- Američki predsjednik Bill Clinton, u intervjuu Washington Postu, priznao pogreške svjetske politike u BiH, rekavši kako je čvrsto uvjeren da su UN učinili tešku pogrešku, primjenjujući BiH embargo na oružje nakon što su je priznali. Imao sam osjećaj da Britanci i Francuzi procjenjuju kako je važnije izbjeći skidanje embarga nego spasiti tu zemlju.[2]
- Neum je hrvatski grad i u njemu živi više od 90 posto Hrvata, dok je u prijašnjim razdobljima taj postotak bio i viši, osim toga 97 posto zemljišta u katastru je vlasništvo Hrvata, a najbliže parcele Muslimana i Srba su 40-ak kilometara od mora, izjavio gradonačelnik Neuma Ivan Bender francuskom veleposlaniku u Hrvatskoj George-Marie Chenu.[2]

### 18. listopada
- Poglavarstva i vijeća Labina, Novigrada, Umaga, Buja, Pazina, Poreča i Rovinjaizrazila zabrinutost glede najavljenog dolaska 4.000 izbjeglih Hrvata iz srednje Bosne, s obzirom na promjenu demografske slike Istre, a predsjedništvo Istarskog demokratskog sabora na sjednici u Pazinu osudilo provođenje ove akcije u organizaciji Ministarstva obrane Republike Hrvatske.[2]
- Pripadnici Armije BiH oružano su napali Hrvate sela Duboštica (općina Vareš) i brutalno ubili 6 hrvatskih civila.[2]
- Prema izvješćima Petog korpusa Armije BiH iz Cazina, postoje indicije da su napadi srpskog agresora na svim linijama obrane Bihaća, Bužima i slobodnog teritorija Bosanske Krupe koordinirani s Abdićevom vojskom, jer su uslijedili nakon ulaska Petog korpusa u Cazin.[2]

### 19. listopada
- Slovenci prosvjeduju protiv smještaja 1.500 izbjeglica, Hrvata iz središnje Bosne, u turističko naselje Pineta u istarskom Novigradu slovenskog vlasnika.[2]
- Pripadnici Armije BiH oružano su napali Hrvate sela Kopijari (općina Vareš) i brutalno ubili 6 Hrvata.[2]
- Iz Sabirnog centra u Gabeli oslobođeno više od 700 zatočenih Muslimana, uglavnom vojnih obveznika, od kojih je 180 odlučilo ostati u Čapljini, dok im preko Crvenog križa ne stignu dokumenti za odlazak u zemlje Europe, javlja HINA.[2]
- Prema dogovoru Hrvata i Muslimana u BiH o procesu oslobađanja zatočenika, ovih bi dana proces zamjene trebao obuhvatiti 6.000 ljudi, javlja HINA.[2]

### 20. listopada
- Divoselo, Čitluk, pa i Počitelj, bili su do akcije Hrvatske vojske terorističke vojne utvrde, ratna zona iz koje je dvije godine razaran Gospić, izjavio novinarima načelnik Političke uprava Ministarstva obrane Drago Krpina na konferenciji u Zagrebu.[2]
- Nakon višesatnog odugovlačenja Muslimani ipak oslobodili iz logora u Čelebiću i Pavasovićima 307 Hrvata, javljaju sredstva priopćavanja iz Mostara.[2]
- Konvoj od 130 vozila dovezao u Čapljinu oko 6.000 Hrvata, prognanika iz Kaknja, koji su nekoliko proteklih mjeseci boravili kao izbjeglice u Varešu. Od njih će 1.500 krenuti preko Ploča brodovima za Istru, 1.000 će biti smješteno u Livnu, a svi ostali ostaju u Čapljini.[2]

### 21. listopada
- Ne znamo kakva je sudbina više od 10.000 hrvatskih građana civila i boraca, nakon okupacije nekih dijelova hrvatskog teritorija od strane srpskih paravojnih i neregularnih jedinica uz pomoć bivše JNA. Držimo da međunarodna zajednica mora izvršiti pritisak na Beograd i lokalne Srbe da poštuju budimpeštanski sporazum te da oslobode sve ratne zarobljenike i zatočenike, stoji u pismu veleposlanika Republike Hrvatske pri UN Marija Nobila upućenom Boutrosu Ghaliju.[3]
- Jedini siguran podatak koji donekle upućuje na razmjere stradanja djece u ratu u BiH, jest njihov udio (oko 56 posto) u ukupnom broju od 276.584 izbjeglica smještenih u Hrvatskoj, prema evidenciji Ureda za prognanike pri hrvatskoj Vladi, priopćava HINA.[3]
- Milošević raspustio srbijanski parlament i još jednom pokazao tko je gazda u Srbiji.[3]
- Ministri 16 članica obrane NATO-a u Travemuendeu priznali da je NATO zatajio u Bosni, da je trebao već na početku odlučnije i djelotvornije reagirati, te nije bilo čak ni uobičajene razmjene obavještajnih podataka zbog nejedinstva Europljana.[3]

### 22. listopada
- Cedric Thomberry, zamjenik šefa misije UNPROFOR-a i šef civilnog sektora, odlazi sa sadašnjih funkcija, potvrdio jučer supredsjedatelj Međunarodne konferencije o bivšoj Jugoslaviji Thorwald Stoltenberg hrvatskim novinarima u Zagrebu.[3]
- Zbrinjavanje prognanika i izbjeglica trebalo bi ući u Vladin interventni program kako bi se izbjegle nasilne demografske promjene, rekao je vijećnik IDS-a Dino Debeljuh na sjednici Županije istarske u Rovinju.[3]
- Predsjednici AP Zapadne Bosne i HR Herceg Bosne, Fikret Abdić i Mate Boban potpisali u Zagrebu zajedničku izjavu kojoj se promjene u sastavu Predsjedništva BiH, što ih je ono donijelo s Alijom Izetbegovićem na čelu, smatraju neustavnim i nasilnim, javlja HINA.[3]
- Vijeće sigurnosti UN odlučilo imenovati vrhovnog tužitelja Venezuele Ramona Escovara-Saloma za tužitelja Međunarodnog suda za zločine počinjene na području bivše Jugoslavije.[3]
- Malezijski premijer Mahathir Mohamed na summitu Commonweltha u Limasolu, pred vođama 47 zemalja oštro kritizirao san o velikoj Srbiji, u čije su ime počinjeni krvavi masakri, te pozvao Commonwelth da se pokrene kako bi se okončao holokaust u BiH, javfja HINA.[3]
- Fikret Abdić i Radovan Karadžić, u nazočnosti Slobodana Miloševića, potpisali u Beogradu deklaraciju u kojoj republika srpska uvažava postojanje, volju građana i legalnu vlast Autonomne pokrajine Zapadne Bosne Republike Bosne, jedne od triju konstitutivnih republika Unije BiH, kako je predviđeno mirovnim planom Owena i Stoltenberga, dok, Zapadna Bosna uvažava postojanje i legalnu vlast republike srpske, jedne od triju konstitutivnih republika Unije BiH, kako je također predviđeno Owen-Stohenbergovim planom.[3]

### 23. listopada
- Treba očekivati da će Srbi u Hrvatskoj shvatiti da im tu nema života ako ne priznaju državu Hrvatsku i nadam se da će Srbi koji žive među nama moći uvjeriti braću u Kninu, da prihvate pruženu im ruku i ostave se oružja... Nažalost, naša briga da pružimo kruha ne samo prognanim Hrvatima nego i muslimanskim izbjeglicama, vratila nam se kroz nezahvalnost, pa čak i oružanom agresijom. No, uvjeravam vas da će sva sporna pitanja biti riješena, rekao predsjednik Tuđman na svečanom obilježavanju Dana hrane u Zagrebu.[3]
- Vjerujemo u skandinavsko rješenje, rekao u Zagrebu supredsjedatelj Konferencije o bivšoj Jugoslaviji Thorvald Stoltenberg u razgovoru s novinarima o rješavanju postjugoslavenske krize.[3]
- Stotine Mostaraca već peti dan čeka pred mostarskim Uredom za razmjenu zarobljenika oslobađanje više od stotinu Hrvata zatočenih u muslimanskim logorima na lijevoj obali Neretve.[3]
- Postrojbe Ramske brigade zauzele važne muslimanske položaje na ramsko-usorskom bojištu, na strani Muslimana poginulo dvadesetak vojnika, među kojima i tri mudžahedina, javljaju hrvatski mediji iz Rame.[3]

### 24. listopada
- Muslimanska Armija BiH pokrenula snažan napad na Vareš, hrvatsku enklavu u središnjoj Bosni, izjavio agenciji Reuter glasnogovornik UNPROFOR-a u Sarajevu Bill Aikman.[3]

### 25. listopada
- Glavni tajnik UN Boutros Ghali predložio u Kairu sazivanje nove međunarodne konferencije o rješenju sukoba u bivšoj Jugoslaviji na kojoj bi sudjelovale sve države sudionice londonske konferencije održane kolovoza prošle godine.[3]
- Srbi minirali željeznički most na pruzi Banova Jaruga-Virovitica između stanica Brezine i Poljana, kilometar zapadno od Lipika.[3]
- Fikret Abdić uputio otvoreno pismo Aliji Izetbegoviću u kojem ga optužuje da je svojom politikom pridonio zločinima nad Muslimanima.[3]
- Hrvatska je jedna od 17 novih članica UNESCO-a koje su dobile stalno i punopravno mjesto izglasano na početku Glavne skupštine ove međunarodne organizacije za školovanje, znanost i kulturu u Parizu.[3]

### 26. listopada
- Jasenovac je bio posljedica ideološke podjele Europe i svijeta na dvije glavne suprotstavljene ideje - fašizma i komunizma. Moja je zamisao da on bude mjesto pomirbe, rekao predsjednik Franjo Tuđman u intervjuu tjedniku Danas.[3]
- Na sastanku u dužnosnicima hrvatske civile vlasti i policije u Sisku predstavnici UNPROFOR-a prvi put službeno priznali dolazak terorista iz Srbije i Bosne u UNPA zonu.[3]
- U sklopu borbe protiv organiziranog ratnog kriminala, u Sarajevu pripadnici MUP-a i oružanih snaga BiH uhitili 146 pripadnika 9. motorizirane i 10. brdske brigade, javlja HINA.[3]
- Slovenija i Hrvatska su po strahoti svojih nacionalizama gore od fašističke Italije, ustvrdio msgr. Vitale Bommarce, nadbiskup Gorizie,u intervjuu tjedniku dijeceze Gente Veneta.[3]
- Čelnici Demokratskog saveza vojvođanskih Mađara upozoravaju da bi zbog sveopće bijede i pritisaka oko 600 mađarskih obitelji moglo uskoro napustiti zemlju, javljaju mađarska sredstva priopćavanja.[3]

### 28. listopada
- Podnijet ćemo konkretne prijedloge zavedenim Srbima u okupiranim područjima da im se osiguraju građanska i etnička prava, da im dokažemo da mogu živjeti u miru i skladu s hrvatskim narodom, rekao predsjednik Tuđman prigodom posjeta Koprivničko-križevačkoj Županiji.[3]
- Monsignor Santarossa, vikar vojnog biskupa i glavni kapelan za sjeveroistočnu oblast talijanskih oružanih snaga, uputio pismo kardinalu Kuhariću i ispravak agenciji ANSA, u kojem navodi da su neke njegove rečenice iz općirnog teksta zapažanja s puta po Hrvatskoj uzete iz konteksta.[3]
- U Rastovcu pokraj Novog Travnika pronađeno sedam mrtvih tijela staraca i djece koje je proteklog utorka mučki pogubila diverzantska skupina mudžahedina, kada je upala u selo, priopćilo zapovjedništvo Zbornog područja HVO Vitez.[3]
- HVO je razorio Stupni Do kraj Vareša, tvrdi UNPROFOR, dok Ured predsjednika HR BH tvrdi da se radi isključivo o obrani Hrvata u Varešu, javlja HINA.[3]
- Lord Owen u svom izvještaju ministrima EZ optužio Hrvatsku za komadanje BiH, dok je, prema njegovu mišljenju, Srbija suglasna da se BiH sačuva, piše njemački Suddeutsche Zeitung.[3]
- Kninski četnici čuvaju preostale Hrvate u rezervatima, smještaju ih u kuće koje ne smiju napuštati, svjedoči 13 staraca iz okupiranih prominskih sela stiglih preko bojišnice kod Otočca na slobodni teritorij.[3]
- Istekao ultimatum zapovjednika 5. korpusa Armije BiH Ramiza Drekovića HVO-u u AP Zapadna Bosna, u kojem se zahtijeva smjena svih zapovjednika HVO-a koji na tom području kontroliraju oko 50 km bojišnice prema srpskim položajima, javlja HINA.[3]
- Ministrica SRJ Margit Savović opovrgava navode Memoranduma Udruge Hrvata izbjeglih iz Vojvodine, da ih se iselilo čak 30,000, već priznaje samo 6,000 obitelji.[3]

### 29. listopada
- Pročelnik Ureda za zaštitu ljudskih prava HR Herceg-Bosne Vladislav Pogarčić uputio prosvjedno pismo zapovjedniku UNPROFOR-a za BiH generalu Briquemontu i zapovjedniku britanskog bataljuna UN za BiH generalu Vereau Hayesu, u povodu izjava britanskog časnika Angusa Ramseya o slučaju 'Stupni Do', u kome on izjednačenje istragu muslimanskog zločina nad hrvatskim civilnim pučanstvom u selu Rastovcis onom koja se vodi u Stupnom Dolu, javlja HABENA iz Mostara.[3]
- Pripadnici nordijskog bataljuna UN u selu Stupni Do do petka pronašli 25 mrtvih tijela, od kojih su neka bila masakrirana, izvijestili u Uredu za javnost UNPROFOR-a u Zagrebu.[3]
- Bili smo vrlo neskloni raspadu Jugoslavije, jer smo slutili rat, izjavio ministar vanjskih poslova Velike Britanije Douglas Hogg u intervjuu za Večernji list.[3]
- Dozapovjednik GS HVO general bojnik Milivoj Petković zapovijedio izvršenje cjelovite istrage u svezi s događajem u Stupnom Dolu, javlja HABENA.[3]
- Ako se ne pojavi neka nova zapreka, ovi bi dana trebalo početi istraživanje Ovčare, jedne od masovnih grobnica iz velikosrpskog osvajačkog rata, izjavio za Večernji list Cherif Bassiouni, predsjedavatelj Komisije UN za istraživanje ratnih zločina.[3]

### 30. listopada
- Hrvatska oštro osuđuje sve zločine neovisno o počiniteljima, ali ne može se ne primijetiti, to da zločini nad Hrvatima ne dobivaju takvu medijsku pozornost svjetske javnosti, a ni zabrinutost političkih krugova, za razliku od slučajeva u kojima stradaju Muslimani, stoji u priopćenju iz Ureda predsjednika Republike Hrvatske dr. Franjo Tuđman u svezi s komentarima događaja u Stupnom Dolu.[3]
- Pripadnici Armije BiH oružano su napali Hrvate sela Mogulic (općina Olovo) i ubili 5 hrvatskih civila.[3]
- Pripadnici Armije BiH napali su prostor grada Vareša i ubili najmanje 17 tamošnjih Hrvata.[3]
- Pripadnici Armije BiH oružano su napali Hrvate sela Gorica (općina Bugojno) i ubili 19 hrvatskih civila.[3]

### 31. listopada
- Glavni i udarni dio Izetbegovićeva plana o stvaranju islamske države, do kojeg su došli obavještajni organi AP Zapadna Bosna, jest promjena svijesti muslimanskog naroda na osnovi njegove Islamske deklaracije.[3]
- Hercegbosanska novinska agencija HABENA objavila svjedočenje dopisnice HTV-a iz Herceg-Bosne Marije Topić, koje teško optužuje UNPROFOR, međunarodne organizacije i zapadne novinare za odnos prema Hrvatima. Tako su u noći između 25. i 26. listopada muslimanske snage masakrirale u selu Zubići kod Novog Travnika sedam hrvatskih civila, a u selo su ušli ubacivši se u postrojbe UNPROFOR-a, tvrdi novinarka HTV-a.[3]